# Miho Fukumoto
Pour les articles homonymes, voir Fukumoto.
Miho Fukumoto (福元美穂, Fukumoto Miho), née le 2 octobre 1983 à Ibusuki, est une footballeuse internationale japonaise évoluant au poste de gardien de but.  Elle évolue en club depuis 2003 au Okayama Yunogo Belle et compte 60 sélections en équipe nationale du Japon.

## Biographie

### Carrière internationale
Miho Fukumoto fait partie de la sélection japonaise de la Coupe du monde de football féminin des moins de 19 ans 2002 qui termine son parcours en quarts de finale. Elle fait ses débuts en équipe première la même année. Lors de la Coupe du monde de football féminin 2007, elle joue les trois matchs du premier tour. Elle est présente aux Jeux olympiques de 2008, jouant tous les matchs. Les Japonaises se classent quatrièmes du tournoi olympique. Miho Fukumoto fait partie du groupe vainqueur de la Coupe du monde de football féminin 2011, remportée en finale face aux États-Unis, mais elle ne joue aucun match.

## Palmarès

### En sélection nationale
- Vainqueur de la Coupe du monde de football féminin 2011
- Finaliste des Jeux olympiques d'été de 2012